# 快速抗原检测

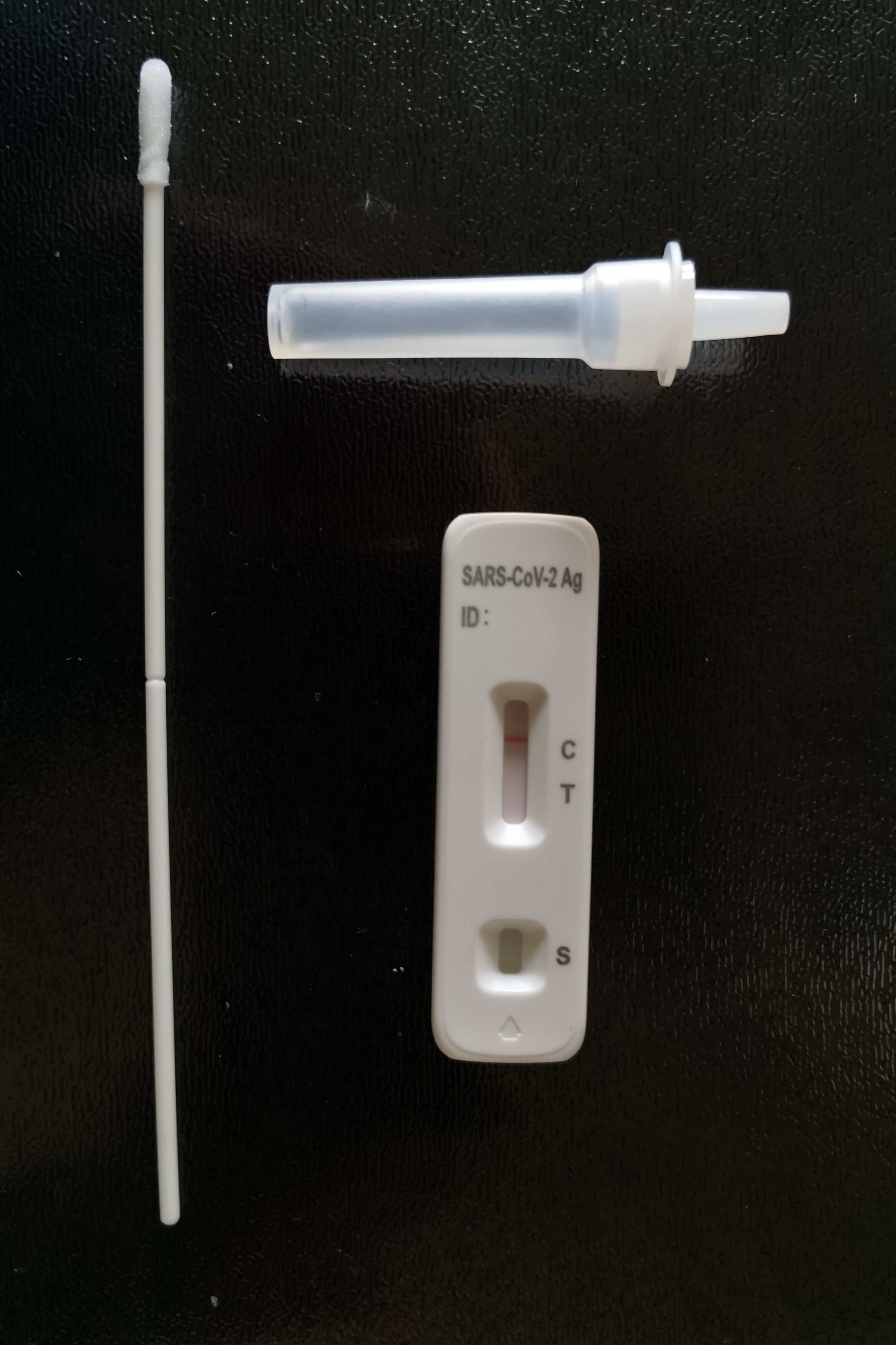
中国浙江杭州市2022年3月发放的SARS-CoV-2抗原检测试剂（使用后，显示抗原阴性）

快速抗原测试（Rapid antigen test，RAT） 有时又称快速抗原检测测试（rapid antigen detection test，RADT )、抗原快速测试（antigen rapid test，ART）以及快速测试、快速检验，是医疗機構為检测病人體內是否有抗原而進行的快速診斷測試。它已被普遍用于检测引起2019冠状病毒病的病毒嚴重急性呼吸系統綜合症冠狀病毒2型。快速检验一般在5到30分钟内就能得出结果。 